# Betina Hollstein
Betina Hollstein (* 1965) ist eine deutsche Soziologin.

## Leben
Betina Hollstein studierte Soziologie an der Universität in Marburg und an der Freien Universität in Berlin. Ihr Studium schloss sie 1992 mit einem Diplom ab. Im Jahr 2000 reichte sie ebenda ihre Doktorarbeit ein. Seit 2011 ist sie Professorin.
Von 1992 bis 1998 zunächst Wissenschaftliche Mitarbeiterin an der Freien Universität in Berlin, wechselte jedoch 1998 an die Ludwig-Maximilians-Universität in München. Ab 2001 war sie Dozentin an der Universität Mannheim. 2003 wechselte sie allerdings an die Humboldt-Universität in Berlin, wo sie bis 2006 arbeitete. Nach einer Tätigkeit an der Universität in Wien von 2006 bis 2008 war sie an mehreren Universitäten gleichzeitig tätig: Humboldt-Universität in Berlin (2007–2010), Universität Hamburg (2009–2014, ab 2011 als Inhaberin des Lehrstuhls für Soziologie), Katholischen Universität Eichstätt-Ingolstadt (2010) und University of Manchester (2012).
Seit 2014 ist sie an der Universität in Bremen. Dort sie seit 2016 auch Abteilungsleiterin und Sprecherin des SOCIUM Research Center on Inequality and Social Policy an der Universität Bremen. In ihrer Zeit in Bremen war sie auch auf einem Besuchsjahr an der Carnegie Mellon University in Pittsburgh (2016–2017) und an der University of Cambridge in Cambridge.
Das Hauptthemengebiet von Hollsteins Forschungsarbeit lässt sich mit den Begriffen „Lebenslauf – Netzwerke – Soziale Ungleichheit“ umreißen und war in dieser Form bereits Thema ihrer Doktorarbeit. In diesen Themenfeldern stellt sie Auswirkungen sozialer Netzwerke  auf Personen heraus. Die Forschung widmet sich dabei vor allem der Frage, welche Rolle soziale Netzwerke und das soziale Umfeld auf Erfolge in Bildung, Arbeitsmarkt und Sozialpolitik haben. Hier wird auch ein besonderer Augenmerk auf die Einflüsse von Integration und Partizipation und die Rolle der Ethnizität gelegt. Zum Umgang mit dabei ermittelnden Disparitäten werden neue Methoden zur Problemlösung entwickelt. Dabei werden auch die Möglichkeiten durch neue Medien betrachtet.
Bei ihren Forschungen fand Hollstein auch heraus, dass verwitwete Personen, insbesondere Männer, die anstatt neue Kontakte zu knüpfen, versuchen, alte Kontakte beizubehalten, häufig vereinsamen.

## Publikationen (Auswahl)
- Soziale Netzwerke nach der Verwitwung, Opladen 2002.
- mit , Florian Straus (Hg.): Qualitative Netzwerkanalyse. Wiesbaden 2006.
- mit Silva Dominiguez (Hg.): Mixed Methods Social Networks Research: An Introduction. Cambridge 2014.
- mit Wenzel Matiaske, Kai-Uwe-Schnapp, Michael Schnegg (Hg.): Networked Governance: A new research perspective, Cham 2017.

## Mitgliedschaften
Hollstein ist Mitglied in der Deutschen Gesellschaft für Soziologie und im International Network for Social Network Analysis.